# 960

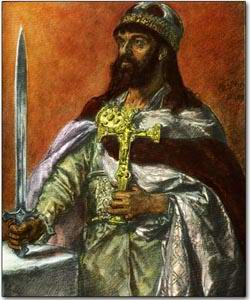
Prins Mieszko I van Polen (ca. 930 - 992)

Het jaar 960 is het 60e jaar in de 10e eeuw volgens de christelijke jaartelling.

## Gebeurtenissen

### Byzantijnse Rijk
- Zomer - Een Byzantijnse vloot met een expeditieleger (ongeveer 50.000 man) onder leiding van Nikephoros Phokas landt op Kreta. Nikephoros verslaat de Arabieren en begint met de belegering van Heraklion. Hij besluit de hoofdstad vanuit zee te blokkeren, terwijl de Byzantijnen met belegeringstorens verwoede aanvallen uitvoeren. Na een beleg van een half jaar, probeert Nikephoros de stad tevergeefs uit te hongeren.[1]

### Europa
- Mieszko I, hertog van de Polanen, wordt erkend als prins (de facto heerser) van Polen na het overlijden van zijn vader Siemomysł. Mieszko herenigt de naburige stammen, maar de West-Slavische stam de Wilzen (ofwel de "Wolf mensen") plunderen Mieszko's grondgebied. Tevens vallen de Saksische edelen zijn land geregeld binnen en proberen naar het oosten op te rukken.[2]
- Koning Harald I ("Blauwtand") consolideert zijn heerschappij over Jutland en Seeland. Hij bekeert tot het christendom en laat zijn bekering vastleggen in een van de runenstenen van Jelling in Denemarken. Het heeft een runeninscriptie en een afbeelding van Christus omgeven door interliniëring. De andere Scandinavische koninkrijken bekeren zich langzaam tot het christendom.
- Zomer - Adelbert I, medekoning en de zoon van koning Berengarius II, valt met steun van hertog Hugo van Toscane de Pauselijke Staat binnen. Adelbert dreigt Rome in te nemen, paus Johannes XII stuurt een delegatie naar koning Otto I ("de Grote") om steun te vragen. Otto is bereid om een expeditieleger te sturen, onder de voorwaarde dat hij tot keizer gekroond zal worden.
- Sancho I ("de Vette") weet het koningschap van León terug te veroveren op zijn neef Ordoño IV ("de Slechte"), die in ballingschap wordt gestuurd. Ferdinand González wordt gevangengenomen, en gedwongen de steun aan Ordoño af te zweren. Sancho verbreekt het vredesverdrag met kalief Abd al-Rahman III en sluit met Navarra een alliantie tegen het kalifaat Córdoba.[3]

### Engeland
- Dunstan ontvangt het pallium (een symbool van bevoegdheid) als aartsbisschop van Canterbury, van paus Johannes XII. Hij hervormt de kloosters en handhaaft de regel van Sint-Benedictus (de Orde der Benedictijnen): armoede, kuisheid en gehoorzaamheid voor monniken.[4]

### Afrika
- Het koninkrijk Aksum (huidige Eritrea) wordt vernietigd door indringers van Beta Israël (een joodse gemeenschap in Ethiopië), onder leiding van koningin Gudit (waarschijnlijke datum).

### Azië
- 4 februari - Generaal Zhao Kuangyin herenigt het Chinese Keizerrijk grotendeels, hij wordt geïnstalleerd als keizer onder de naam Song Taizu en sticht de Song-dynastie. In het noorden blijven Xixia (onder de Tangut) en Liao (onder de Khitan) echter onafhankelijke rijken. De Song-dynastie zal het Chinese Keizerrijk blijven domineren gedurende meer dan 300 jaar (tot 1279).[5]

### Religie
- Eerste schriftelijke vermelding van Wijthmen gelegen in Overijssel. In een oorkonde wordt de plaats aangeduid met de naam Wie, hetgeen "klein heiligdom" betekent.

## Geboren
- Arnulf II ("de Jongere"), graaf van Vlaanderen (overleden 988)
- Bagrat III, koning van Abchazië en Georgië (overleden 1014)
- Bernward van Hildesheim, Duits bisschop (overleden 1022)
- Constantijn VIII, keizer van het Byzantijnse Rijk (overleden 1028)
- Godehardus van Hildesheim, Duits bisschop (overleden 1038)
- Theophanu, Byzantijns edelvrouw en prinses (overleden 991)

## Overleden
- 15 juni - Edburga, Engels prinses en dochter van Eduard de Oudere
- 10 oktober - Aleidis van Vermandois (44), gravin van Vlaanderen
- Časlav Klonimirović, Servisch grootžupan (waarschijnlijke datum)
- Siemomysł, hertog van de Polanen (waarschijnlijke datum)[6]